# Jean-Jacques Kessel
Pour les articles homonymes, voir Kessel.
Jean-Jacques Kessel, né le 10 février 1772 à Colmar (Haut-Rhin) et mort le 10 mars 1847, à Strasbourg (Bas-Rhin), est un général français de la Révolution et de l’Empire.

## Biographie
Fils de Jean Conrad Kessel (mort en 1804), bourgeois et passementier à Colmar, et d’Anne-Marie Rapp, née en 1747, il est le cousin germain du général de division Rapp.
Il se marie le 1er mai 1819 à Sophie-Elisabeth Kuhn, veuve Vesinger, et seront domiciliés 35, place Kléber, à Strasbourg.
Il meurt le 10 mars 1847 , à son domicile, à onze heures du matin et est inhumé trois jours plus tard à Strasbourg.

## États de services
Il se porte volontaire le 1er mars 1792 au 3e bataillon du Haut-Rhin, il passe sergent-major le 17 mars 1792, et instructeur adjudant-major au 1er bataillon de réquisition du Haut-Rhin le 11 octobre 1793. Le 2 mai 1794, il rejoint la 80e demi-brigade d’infanterie de ligne, au premier amalgame. Elle devint la 83e demi-brigade de ligne, au second amalgame le 26 mai 1796. Il est nommé Sous-lieutenant le 25 mars 1799, et il est incorporé dans le 3e régiment d’infanterie de ligne en 1800.
Il est promu lieutenant au 1er Régiment de chasseurs à pied de la Garde des Consuls le 25 avril 1800, capitaine au 2e bataillon de chasseurs à pied de la Garde des Consuls le 7 décembre 1802, et Chef de bataillon au 2e régiment de Conscrits-chasseurs de la Garde Impériale le 5 avril 1809 (Régiment devenu 4e régiment de voltigeurs de la Garde impériale le 30 décembre 1810). Il est nommé par l’Empereur à Moscou, colonel le 8 octobre 1812, à l’âge de 40 ans et après 20 ans de services, il occupe les fonctions de premier aide de camp du Maréchal-Duc de Dantzig le 11 octobre 1812.
Il est promu Maréchal de camp le 1er novembre 1814, il est mis en demi-solde de non-activité le jour même, et il est fait chevalier de Saint-Louis le 10 décembre 1814. 
Le 14 avril 1815, il est rappelé sous les drapeaux impériaux, il est remis en disponibilité le 7 juillet 1815 et il est admis à la retraite le 1er janvier 1825. Il passe dans la disponibilité le 22 mars 1831, et le 5 janvier 1832, il est placé dans la section de réserve. Il est mis définitivement en retraite le 1er avril 1834.

## Campagnes
- 1792 à 1800 : employé aux armées du Rhin, de la Moselle, de Sambre-et-Meuse, d’Helvétie et du Danube ;
- 1793 - 1794 : présent aux batailles de Weissembourg, Fleurus et Moeskirch, et à la prise de Feldkirch, dans le Tyrol ;
- 1804 à 1805 : sert au camp de Boulogne avec la Grande Armée ;
- 1805 à 1807 : employé avec la Grande Armée, en Autriche, en Prusse et en Pologne ;
- 1805 - 1807 : présent aux batailles d’Ulm, d’Austerlitz, d’Iéna, d’Eylau, d’Heilsberg et de Friedland ;
- 1808 : à l’armée d’Espagne ;
- 1809 : passé à la Grande Armée, contre l’Autriche ;
- 1809 : présent à plusieurs affaires, entre autres, à la bataille de Wagram ;
- 1810 et 1811 : retourné à l’armée d’Espagne ;
- 1812 : employé à la Grande Armée lors de la Campagne de Russie (1812) ;
- 1812 : présent à la bataille de la Moskova, le 7 septembre 1812 ; après avoir fait la désastreuse retraite de Moscou, le major-général, prince de Neufchâtel Louis-Alexandre Berthier, lui donne l’ordre de se rendre à Dantzig pour y commander le fort de Weichselmünde, baptisé fort Desaix.
- Cent-Jours : le Maréchal Davout, lui donne l'ordre d’aller organiser la garde nationale dans le département du Haut-Rhin (5e division militaire) et employé à la division de réserve des gardes nationales faisant partie de l’armée du Rhin. Il reste à Schelestadt avec cette division jusqu’au 1er septembre 1815.

## Faits d'armes
- Commandant du fort de Weichselmünde,baptisé fort Desaix, à Dantzig (province de Prusse-Occidentale) du début de l’année 1813 jusqu’au 2 janvier 1814, date de la capitulation de cette place.

## Autres fonctions
- Conseiller général du Bas-Rhin ;
- Membre de la Commission administrative des Hospices civils de Strasbourg.

## Titres
- Chevalier de l'Empire décret impérial du 15 mars 1810 et lettres patentes du 2 avril 1812[2].
- Bénéficiaire d’une dotation de 1 000 francs sur le Monte Napoleone (it), 1er février 1808.

## Décorations
| Officier de la Légion d'Honneur | Chevalier de l'Institution du Mérite militaire |

- Légion d'honneur[3] :
  - Légionnaire par décret impérial du 25 prairial an XII (14 juin 1804), puis,
  - Officier de la Légion d'honneur le 8 octobre 1812,
- Chevalier du (Institution du) Mérite militaire le 10 décembre 1814[4].

## Armoiries
| Image | Armoiries |
| ----- | --- |
|       | Armes de chevalier de l'Empire D'or au lion couché de sable, soutenu de sinople, adextré en chef d'une étoile d'azur ; champagne du tiers de l'écu de gueules au signe des chevaliers légionnaires. - Livrées : les couleurs de l'écu, le verd en bordure seulement. |